# ショウナンザナドゥ
ショウナンザナドゥ（欧字名:Shonan Xanadu、2022年2月18日 - ）は、日本の競走馬。主な勝ち鞍は2025年のフィリーズレビュー。
馬名の意味は冠名+桃源郷。

## 経歴

### デビュー前
2022年2月18日、北海道安平町のノーザンファームで誕生。同年のセレクトセール当歳市場にて国本哲秀により1億8500万円（税別）で落札された。その後、栗東・松下武士厩舎に入厩した。

### 2歳（2024年）
6月1日京都芝1600mの2歳新馬で池添謙一を背に2番人気で出走。道中2番手追走から最後の直線でしぶとく脚を伸ばすも逃げ粘るダノンフェアレディを捕え切れず2着となる。6月22日京都芝1600mの2歳未勝利では1番人気に推され、2番手キープから直線で抜け出すと最後は後続に5馬身差をつけ2戦目で初勝利を挙げる。重賞初挑戦となった10月26日のアルテミスステークスでは中団待機から直線で懸命に追い上げてきたがブラウンラチェットの3着に敗れる。12月8日に行われた阪神ジュベナイルフィリーズではブラウンラチェットに次ぐ2番人気で出走。道中3番手でレースを進めたが直線で伸び切れず4着に終わり、2歳シーズンを終えた。

### 3歳（2025年）
始動戦となった2月15日のクイーンカップは中団で脚を溜めたが直線で伸びを欠いて9着。続く3月8日のフィリーズレビューでは中団グループの外で脚を溜め、直線で鋭く脚を伸ばして先頭に立つと最後はチェルビアットの追撃を振り切り重賞初制覇を果たすとともに桜花賞への優先出走権を獲得した。

## 競走成績
以下の内容は、netkeiba.comおよびJBISサーチに基づく。
| 競走日     | 競馬場 | 競走名      | 格   | 距離（馬場）  | 頭 数 | 枠 番 | 馬 番 | オッズ （人気） | 着順 | タイム （上り3F） | 着差 | 騎手      | 斤量 [kg] | 1着馬（2着馬）       | 馬体重 [kg] |
| ---------- | ------ | ----------- | ---- | ------------- | ----- | ----- | ----- | --------------- | ---- | ----------------- | ---- | --------- | --------- | -------------------- | ----------- |
| 2024.06.01 | 京都   | 2歳新馬     |      | 芝1600m（良） | 11    | 6     | 6     | 002.80（2人）   | 02着 | R1:33.9（33.8）   | -0.1 | 0池添謙一 | 55        | ダノンフェアレディ   | 434         |
| 0000.06.22 | 京都   | 2歳未勝利   |      | 芝1600m（良） | 7     | 4     | 4     | 001.10（1人）   | 01着 | R1:33.5（35.1）   | -0.8 | 0池添謙一 | 55        | （ゼンダンハヤブサ） | 436         |
| 0000.10.26 | 東京   | アルテミスS | GIII | 芝1600m（良） | 11    | 7     | 8     | 004.10（2人）   | 03着 | R1:34.0（33.2）   | -0.2 | 0池添謙一 | 55        | ブラウンラチェット   | 438         |
| 0000.12.08 | 京都   | 阪神JF      | GI   | 芝1600m（良） | 18    | 5     | 9     | 004.50（2人）   | 04着 | R1:33.9（35.2）   | -0.5 | 0池添謙一 | 55        | アルマヴェローチェ   | 438         |
| 2025.02.15 | 東京   | クイーンC   | GIII | 芝1600m（良） | 14    | 3     | 4     | 004.80（2人）   | 09着 | R1:33.4（35.6）   | -1.2 | 0池添謙一 | 55        | エンブロイダリー     | 432         |
| 0000.03.08 | 阪神   | フィリーズR | GII  | 芝1400m（良） | 18    | 7     | 13    | 006.70（3人）   | 01着 | 01:20.7（34.8）   | -0.1 | 0池添謙一 | 55        | （チェルビアット）   | 442         |
| 0000.04.13 | 阪神   | 桜花賞      | GI   | 芝1600m（稍） | 18    | 2     | 4     | 021.10（6人）   | 10着 | R1:34.9（36.1）   | -1.8 | 0池添謙一 | 55        | エンブロイダリー     | 440         |
| 0000.05.11 | 東京   | NHKマイルC  | GI   | 芝1600m（良） | 18    | 1     | 2     | 118.5（15人）   | 16着 | R1:33.5（36.1）   | -1.8 | 0池添謙一 | 55        | パンジャタワー       | 438         |

- 競走成績は2025年5月11日現在

## 血統表
| ショウナンザナドゥの血統                | ショウナンザナドゥの血統             | ショウナンザナドゥの血統       | （血統表の出典）               | （血統表の出典） |
| 父系                                    | サンデーサイレンス系                 | サンデーサイレンス系           | サンデーサイレンス系           |                  |
| 父 キズナ 2010年 青鹿毛                 | 父の父ディープインパクト 2002年 鹿毛 | *サンデーサイレンス            | Halo                           | Halo             |
| 父 キズナ 2010年 青鹿毛                 | 父の父ディープインパクト 2002年 鹿毛 | *サンデーサイレンス            | Wishing Well                   |                  |
| 父 キズナ 2010年 青鹿毛                 | 父の父ディープインパクト 2002年 鹿毛 | *ウインドインハーヘア          | Alzao                          | Alzao            |
| 父 キズナ 2010年 青鹿毛                 | 父の父ディープインパクト 2002年 鹿毛 | *ウインドインハーヘア          | Burghclere                     |                  |
| 父 キズナ 2010年 青鹿毛                 | 父の母*キャットクイル 1990年 鹿毛    | Storm Cat                      | Storm Bird                     | Storm Bird       |
| 父 キズナ 2010年 青鹿毛                 | 父の母*キャットクイル 1990年 鹿毛    | Storm Cat                      | Terlingua                      |                  |
| 父 キズナ 2010年 青鹿毛                 | 父の母*キャットクイル 1990年 鹿毛    | Pacific Princess               | Damascus                       | Damascus         |
| 父 キズナ 2010年 青鹿毛                 | 父の母*キャットクイル 1990年 鹿毛    | Pacific Princess               | Fiji                           |                  |
| 母 *ミスエーニョ Mi Sueno 2007年 黒鹿毛 | 母の父Pulpit 1994年 鹿毛             | A.P. Indy                      | Seattle Slew                   | Seattle Slew     |
| 母 *ミスエーニョ Mi Sueno 2007年 黒鹿毛 | 母の父Pulpit 1994年 鹿毛             | A.P. Indy                      | Weekend Surprise               |                  |
| 母 *ミスエーニョ Mi Sueno 2007年 黒鹿毛 | 母の父Pulpit 1994年 鹿毛             | Preach                         | Mr. Prospector                 | Mr. Prospector   |
| 母 *ミスエーニョ Mi Sueno 2007年 黒鹿毛 | 母の父Pulpit 1994年 鹿毛             | Preach                         | Narrate                        |                  |
| 母 *ミスエーニョ Mi Sueno 2007年 黒鹿毛 | 母の母Madcap Escapade 2001年 鹿毛    | *ヘネシー                      | Storm Cat                      | Storm Cat        |
| 母 *ミスエーニョ Mi Sueno 2007年 黒鹿毛 | 母の母Madcap Escapade 2001年 鹿毛    | *ヘネシー                      | Island Kitty                   |                  |
| 母 *ミスエーニョ Mi Sueno 2007年 黒鹿毛 | 母の母Madcap Escapade 2001年 鹿毛    | Sassy Pants                    | Saratoga Six                   | Saratoga Six     |
| 母 *ミスエーニョ Mi Sueno 2007年 黒鹿毛 | 母の母Madcap Escapade 2001年 鹿毛    | Sassy Pants                    | Special Portion                |                  |
| 母系(F-No.)                             | (FN:23-b)                            | (FN:23-b)                      | (FN:23-b)                      |                  |
| 5代内の近親交配                         | Storm Cat 3×4、Secretariat 5×5       | Storm Cat 3×4、Secretariat 5×5 | Storm Cat 3×4、Secretariat 5×5 |                  |

- 半姉に2016年のファンタジーステークスに優勝したミスエルテ（父・フランケル）[8]、2024年のフラワーカップに優勝したミアネーロ（父・ドゥラメンテ）[9]がいる。